# Radzewo (Grande-Pologne)
Pour les articles homonymes, voir Radzewo.
Radzewo (prononciation : [raˈd͡zɛvɔ], en allemand : Radtstett) est un village polonais de la gmina de Kórnik dans le powiat de Poznań de la voïvodie de Grande-Pologne dans le centre-ouest de la Pologne.
Il se situe à environ 7 kilomètres au sud-ouest de Kórnik (siège de la gmina) et à 24 kilomètres au sud de Poznań (siège du powiat et capitale régionale).

## Histoire
De 1975 à 1998, le village faisait partie du territoire de la voïvodie de Poznań.

Depuis 1999, Radzewo est situé dans la voïvodie de Grande-Pologne.
Le village possède une population de 484 habitants en 2014.